# Anna-Liisa Heinonen
Anna-Liisa Heinonen, född Väkeväinen 24 oktober 1912 i Kides, död 17 januari 1970, var en finländsk sångerska och medlem i Metro-tytöt tillsammans med systern Hertta Louhivuori och kusinen Annikki Väkeväinen.